# 市川孝徳
市川 孝徳（いちかわ たかのり、1990年11月3日 - ）は、高知県高岡郡四万十町出身の陸上競技選手。高知工業高校、東洋大学経済学部卒業。トヨタ紡織、日立物流グループに所属した。 身長177cm、体重51kg。3000m東洋大学記録保持者。

## 来歴
- 兄の影響で小学1年生からサッカーを始める。
- 中学3年生の時に駅伝大会に誘われて出場したことがきっかけで9年間続けたサッカーをやめ、高校から本格的に陸上を始める。
- 高知工業高校時代は3年連続で全国高校駅伝に出場。2年時は1区、3年時は4区と主要区間を担当したものの、目立った成績は残せなかった。
- 大学1年時も飛び抜けた成績は残せなかったものの、下りの適性を買われ第86回箱根駅伝で6区を担当。前半は適性通りの快調な走りで沿道の応援を受け笑顔も見せていた。しかし後半に差し掛かった辺りから一気に苦痛な表情になり、最終的には区間9位。それでもトップを死守し2連覇に貢献した。
- 大学2年時の第87回箱根駅伝では再び6区を担当。高野寛基（早稲田大学）とのマッチレースに敗れ首位を明け渡す。東洋大は21秒差で早大に届かず総合2位。これを機に、東洋大学陸上競技部のチームスローガン「その1秒をけずりだせ」が生まれた。
- 大学3年時は大学三大駅伝にフル出場。第23回出雲駅伝5区では区間賞を獲得しチームの優勝に貢献。第43回全日本大学駅伝では7区区間2位と好走するが駒澤大学との激しい優勝争いに敗れた。第88回箱根駅伝6区では、59分16秒の好タイムで区間賞を獲得[1]。チームは往路・復路・総合全てにおいて新記録を樹立する完全優勝を果たした。
- 大学4年時には副将に就任し。主将の齋藤貴志と共にチームを作り上げる立場になった。ところが齋藤が怪我の影響で大学駅伝の登録メンバーから外れ、夏合宿から急遽駅伝主将に就任することとなった。第23回出雲駅伝では2区を務め4人抜き（区間6位）の好走。第44回全日本大学駅伝では6区で区間新記録（区間2位）を樹立したがチームは8区で逆転を許し再び2位に終わる。第89回箱根駅伝6区ではこれまでと違い3位から前を追う展開。前回と同じ59分16秒をマークし区間4位でまとめたがチームは総合2位に終わる。2012年度の大学三大駅伝は全て2位であった。
- 大学卒業後はトヨタ紡織に入社したが、僅か1年で退社し[2]、日立物流グループに移籍した。
- 2014年の第55回東日本実業団駅伝では1区区間11位。第56回東日本実業団駅伝では6区区間12位で6位から5位に浮上した。2016年の第60回全日本実業団駅伝では1区区間29位。
- 2016年4月の金栗記念選抜中・長距離熊本大会5000mでは自己ベストととなる13分28秒91を記録。同年の第100回日本選手権5000mで7位入賞。
- 2017年の第101回日本選手権5000mでは5位入賞。
- 2022年2月28日付で日立物流グループ陸上部を退部したことが4月6日の日立物流公式Twitterで発表された。

## 人物・エピソード
- 5人兄弟の末っ子である。
- 性格は「スーパーポジティブ」と言われるほど、何事も前向きに取り組む。
- 第88回箱根駅伝においては、対策としてシューズに粉の洗剤を入れ、走り終えた後に足の裏を見ると、傷一つ無い状態だった。

## 駅伝戦績・記録

### 大学駅伝戦績
| 年                 | 出雲駅伝                    | 全日本大学駅伝                         | 箱根駅伝                         |
| ------------------ | --------------------------- | -------------------------------------- | -------------------------------- |
| 1年生 （2009年度） | 第21回 不出場               | 第41回 不出場                          | 第86回 6区-区間9位 1時間00分55秒 |
| 2年生 （2010年度） | 第22回 6区-区間7位 30分55秒 | 第42回 不出場                          | 第87回 6区-区間3位 59分58秒      |
| 3年生 （2011年度） | 第23回 5区-区間賞 19分02秒  | 第43回 7区-区間2位 35分32秒            | 第88回 6区-区間賞 59分16秒       |
| 4年生 （2012年度） | 第24回 2区-区間6位 17分11秒 | 第44回 6区-区間新記録 区間2区 35分33秒 | 第89回 6区-区間4位 59分16秒      |

### 実業団駅伝戦績
| 年度     | 大会                   | 所属             | 区間 | 順位 | 記録     |
| -------- | ---------------------- | ---------------- | ---- | ---- | -------- |
| 2013年度 | 第53回中部実業団駅伝   | トヨタ紡織       | 1区  | 3位  | 33分20秒 |
| 2013年度 | 第58回ニューイヤー駅伝 | トヨタ紡織       | 6区  | 23位 | 40分03秒 |
| 2014年度 | 第55回東日本実業団駅伝 | 日立物流グループ | 1区  | 11位 | 34分30秒 |
| 2015年度 | 第56回東日本実業団駅伝 | 日立物流グループ | 6区  | 11位 | 31分11秒 |
| 2015年度 | 第60回ニューイヤー駅伝 | 日立物流グループ | 1区  | 29位 | 35分47秒 |
| 2017年度 | 第62回ニューイヤー駅伝 | 日立物流グループ | 6区  | 16位 | 37分22秒 |

## 自己ベスト
| 種目           | 記録          | 年             | 大会                           | 備考                 |
| -------------- | ------------- | -------------- | ------------------------------ | -------------------- |
| 1500m          | 3分48秒76     |                |                                |                      |
| 3000m          | 7分59秒16     | 2012年7月21日  | トライアルinいせさき           |                      |
| 5000m          | 13分28秒91    | 2016年4月2日   | 金栗記念選抜中・長距離熊本大会 | 日本歴代32位（当時） |
| 10000m         | 28分31秒53    | 2015年11月28日 | 八王子ロングディスタンス       |                      |
| ハーフマラソン | 1時間04分16秒 | 2013年2月3日   | 香川丸亀国際ハーフマラソン     |                      |